# Маральди, Жак Филипп
Жак Фили́пп Маральди (фр. Jacques Philippe Maraldi; 21 августа 1665 — 1 декабря 1729) — французский астроном и математик.
Член Парижской академии наук.

## Биография
Племянник Ж. Д. Кассини. Родился близ Ниццы, призван своим дядей в Париж и назначен астрономом Парижской обсерватории, а в 1702 году открыл комету. Произвёл множество наблюдений, как астрономических, так и геодезических, при французском градусном измерении. Имя Маральди связано с открытием периодически появляющихся белых пятен на полюсах Марса. Мемуары Маральди печатались в изданиях Парижской академии; наиболее замечательный: «Observations sur les ladies de Mars» (1720). См. «Eloges» Фонтенелля.
Его племянник, Джованни Доменико Маральди (1709—1788), — тоже астроном; работал для карты Франции, наблюдал прохождения Венеры перед диском Солнца в 1761 и 1769 гг. и в течение 25 лет издавал астрономический календарь: «Connaissance des temps».

## Память
В 1935 году Международный астрономический союз присвоил имя Жака Филиппа Маральди кратеру на видимой стороне Луны.